# Сони Картер
Менли Ланијер Картер млађи (енгл. Manley Lanier Carter Jr.; Мејкон, 15. август 1947 — Брансвик, 5. април 1991), познатији као Сони Картер (енгл. Sonny Carter), био је амерички астронаут, хемичар, лекар, морнарички и пробни пилот. У свемир је летео на Спејс-шатлу.

## Биографија
Пре него што је изабран за астронаута при НАСА 1984, Картер је имао каријеру лекара, најпре у цивилству у области интерне медицине, а од 1974. године и при Америчкој ратној морнарици. Убрзо се пребацио на дужност борбеног пилота успешно окончавши пилотску обуку, а потом је постао и пробни пилот, након окончања елитне школе за пробне пилоте у Пакс Риверу, Мериленд. Завршио је и елитни TOPGUN курс у Сан Дијегу, Калифорнија.
Забележио је 3.000 часова лета и 160 слетања на носач авиона. У свемиру је провео пет дана, током мисије СТС-33. У тренутку смрти био је одређен да лети поново, на мисији СТС-42.
Средњу школу је завршио у родном месту 1965. године. Дипломирао је хемију на Универзитету Емори 1969. године, а 1973. је на истом универзитету стекао докторат из медицине. Картер је у младости био члан Младих извиђача САД и имао је највиши чин, Eagle Scout, а уз то је био и Senior Patrol Leader, што је највиша позиција коју млади извиђач може имати. Такође, док је био на студијама, бавио се и фудбалом. Играо је за тим Атланта Чифс.
Погинуо је 5. априла 1991. године у авионској несрећи. Имао је 43 године и чин капетана Ратне морнарице САД. Иза себе је оставио супругу и две кћери. Члан је неколико кућа славних и носилац бројних друштвених признања, цивилних и војних одликовања, од којих му је добар део додељен постхумно.

## Галерија
- Сони Картер (горе, лево) са колегама са Спејс-шатл мисије СТС-33, 1989. године
- Картерово име на Свемирском меморијалном огледалу
- Картеров лик у Ваздухопловној кући славних Џорџије